# M47 (amas ouvert)
Pour les articles homonymes, voir M47.
M47 (NGC 2422 ou NGC 2478) est un amas ouvert, situé dans la constellation de la Poupe. Il a été découvert par l'astronome sicilien Giovanni Battista Hodierna avant 1654.

## Caractéristiques
NGC 2422 compte une cinquante d'étoiles. L'amas est à environ 490 pc (∼1 600 al) du système solaire et les dernières estimations donnent un âge de 73 millions d'années. La taille apparente de l'amas est de 25 minutes d'arc, ce qui, compte tenu de la distance, donne une taille réelle maximale d'environ 12 années-lumière. Sur la sphère céleste, M47 est près de M46, à environ un degré à l'ouest de ce dernier. On peut d'ailleurs voir simultanément les deux amas avec une paire de jumelles.

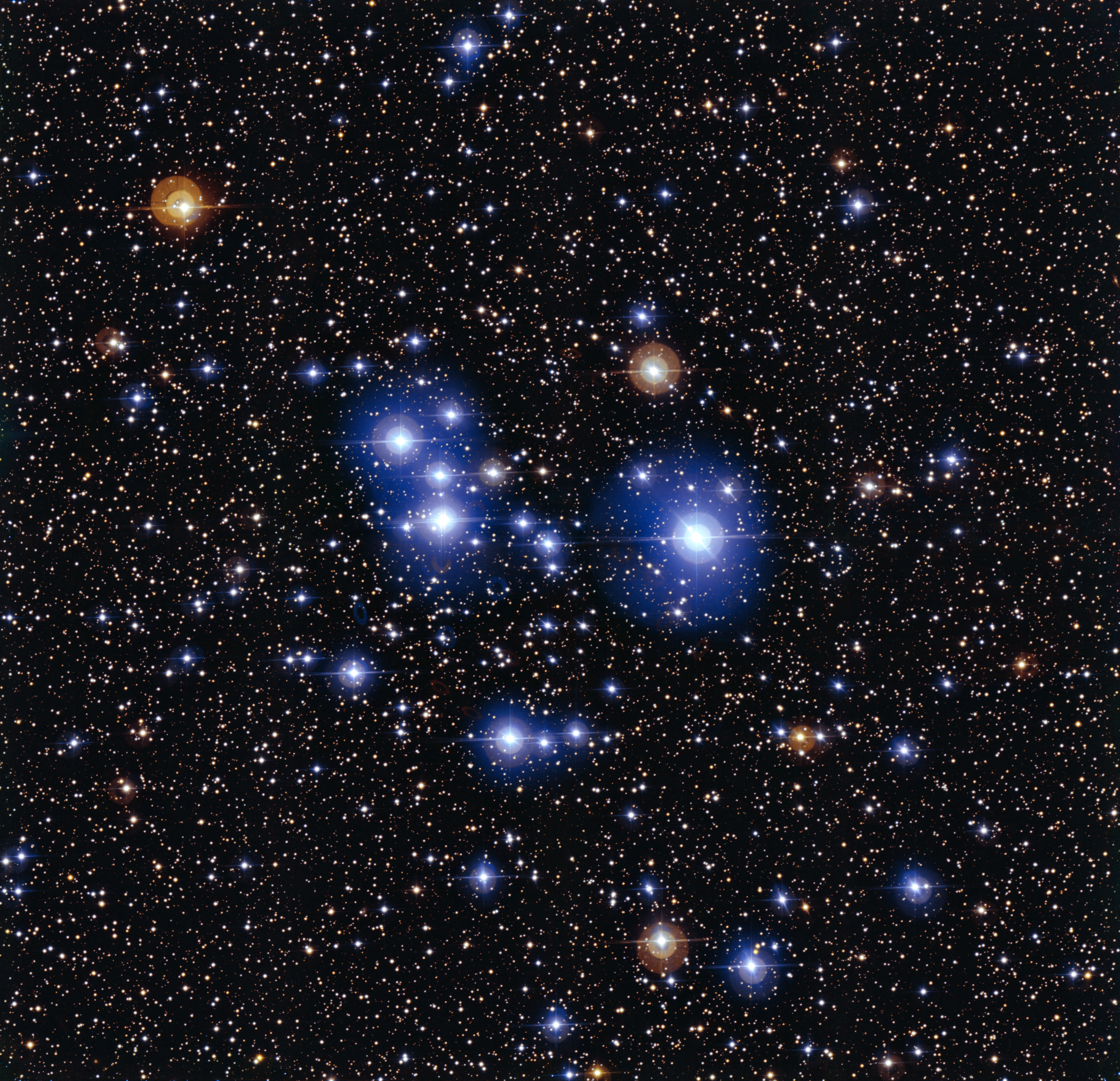
Cette image spectaculaire de l'amas d'étoiles Messier 47 a été acquise au moyen de la caméra à grand champ qui équipe le télescope MPG/ESO de 2,2 mètres à l'observatoire de La Silla de l'ESO au Chili. Ce jeune amas ouvert est principalement composé de brillantes étoiles bleues mais on voit aussi se détacher quelques géantes rouges.

Selon la classification des amas ouverts de Robert Trumpler, cet amas renferme entre 50 et 100 étoiles (lettre m) dont la concentration est moyennement faible (III) et dont les magnitudes se répartissent sur un intervalle moyen (le chiffre 2).

## Découverte
M47 a été découvert avant 1654 par Giovanni Battista Hodierna, mais ses travaux sont tombés dans l'oubli jusqu'à ce qu'on les redécouvre au début des années 1980. Cet amas a été observé indépendamment par Charles Messier le 19 février 1771 et sa découverte a été inscrite par John Dreyer à son catalogue sous la cote NGC 2478. Mais, il n'y a rien à la position indiquée par Messier par rapport à l'étoile k Puppis. Aussi, on a longtemps pensé que M47 était un objet perdu ou inexistant. Cependant, si les signes de la différence des coordonnées données par Messier sont changés, la position de l'objet observé est celle de NGC 2422. Ce n'est qu'en 1959 qu'on réalisa que M47 et NGC 2422 était le même amas grâce aux travaux de l'astronome canadien T.F. Morris.
M47 a été redécouvert par Caroline Herschel avant l'année 1783 et aussi par son frère William Herschel le 4 février 1785. C'est l'observation de William Herchel qui a été inscrite par Dreyer à son catalogue sous la cote NGC 2422.